# Ruska ratna mornarica
Ruska ratna mornarica (rus. Военно-морской флот Российской Федерации, hrv. Ratna mornarica Ruske Federacije) je pomorska komponenta Oružanih snaga Rusije. Sadašnja ruska mornarica je osnovana u siječnju 1992., nasljeđujući mornaricu Zajednice nezavisnih država (ZND) koje su nastale iz sovjetske ratne mornarice prema odluci o raspuštanju Sovjetskog Saveza u prosincu 1991.
Prvu Rusku mornaricu je osnovao Petar Veliki u listopadu 1696. godine. Sadašnja Ruska mornarica posjeduje većinu bivših Sovjetskih plovila i sastoji se od Sjeverne flote, Ruske pacifičke flote, Crnomorske flote i Baltičke flota, kao i od Kaspijske flotile, mornaričkog zrakoplovstva i Obalnih snaga (sastoje se od mornaričkog pješaštva i obalnih raketnih i topničkih snaga).
Kapitalni brod ruske ratne mornarice je nosač zrakoplova Admiral Kuznjecov, ujedno i jedini aktivni nosač u sastavu mornarice, a plovi u sastavu Sjeverne flote. U sastavu se nalazi i ponos bivšeg Sovjetskog Saveza, raketne krstarice klase Kirov od kojih je Petar Veliki jedini ostao u uporabi. Podmorničke snage predvodi nova klasa nuklearnih podmornica Borei koje nose balističke nuklearne projektile Bulava (ruski naziv za buzdovan).
Nedavno prihvaćeni plan naoružanja predviđa razvoj mornarice koja bi se temeljila na podmornicama na nuklearni pogon i šest nosača zrakoplova. Program pokriva period do 2015. i do tada se planira zamijeniti 45% sadašnjeg arsenala ratne mornarice. Za ovaj ambiciozni plan je osigurano 192,16 milijardi američkih dolara koji će se iskoristiti za modernizaciju mornarice, a od toga će 25% biti iskorišteno za izgradnju novih plovila. Krajnji cilj mornarice je da bude druga po veličini na svijetu, odmah iza američke.

### Unutarnje poveznice
- Hrvatska ratna mornarica
- Ratna mornarica SAD-a
- Njemačka ratna mornarica

## Vanjske poveznice
- Ministarstvo obrane Ruske Federacije - Službena stranica